# 베니 골슨

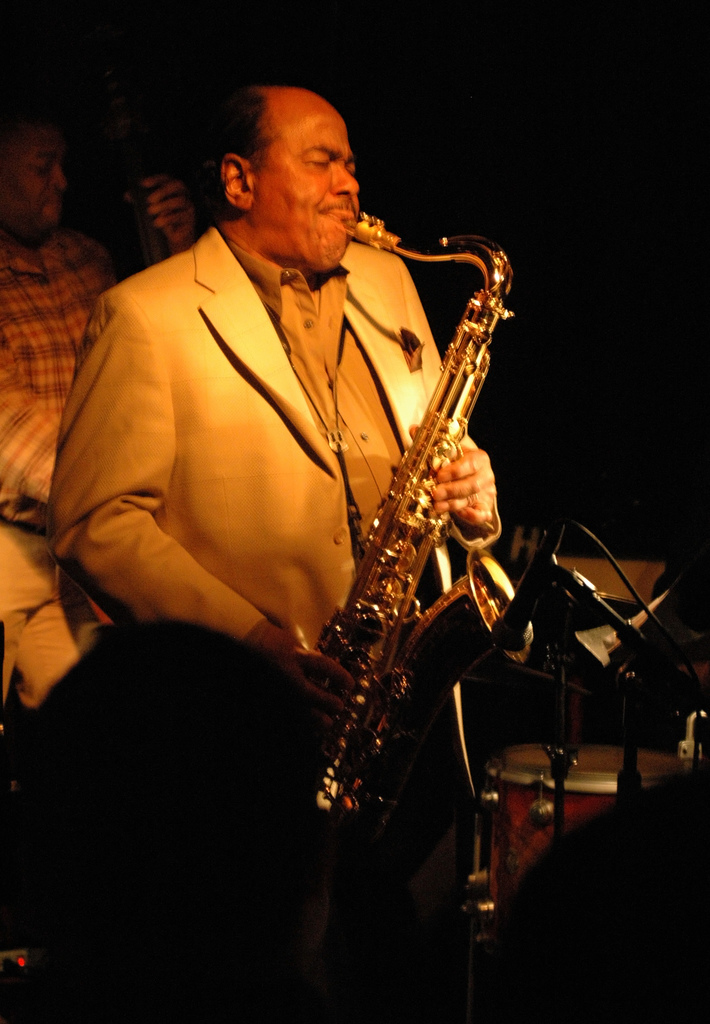

베니 골슨(Benny Golson, 1929년 1월 25일~2024년 9월 21일)은 미국의 비밥, 하드밥 색소포니스트이자, 작곡가, 편곡가이다. 톰 행크스 주연의 터미널이라는 영화에서 자신의 역으로 등장하기도 했다.

## 삶
필라델피아에서 고등학생일적에 이미 존 콜트레인 등 실력있는 젊은 음악가들과 함께 연주했다.
베니 골슨이 작곡한 유명곡으로는 'I Remember Clifford', 'Whisper Not' 등이 있다.
1962년 후로는 12년 동안 재즈를 연주하지 않고 오케스트라 작업에 집중하면서 미션 임파시블등 텔레비전 쇼 음악을 작곡했다.